# Azerbaigian all'Eurovision Song Contest
L'Azerbaigian ha debuttato all'Eurovision Song Contest nel 2008, partecipandovi senza interruzioni da allora. Ha vinto la competizione una sola volta, nel 2011 con il brano Running Scared di Ell & Nikki, e pertanto ha organizzato l'edizione del 2012.
La nazione ha mancato la finale in quattro occasioni, nel 2018, nel 2023, nel 2024 e nel 2025. La nazione ha utilizzato una selezione nazionale nel 2008 e tra il 2010 e il 2014. Ha occupato il podio, oltre che con la vittoria nel 2011, altre due volte: nel 2009 e nel 2013.

## Storia
Un primo interessamento azero all'Eurovision Song Contest si ebbe nel 2006 quando il paese protestò con l'Unione europea di radiodiffusione (UER) per la scelta del cantante André, originario della regione contesa del Nagorno Karabakh, come rappresentante dell'Armenia. Le lamentele non ebbero seguito anche perché nessuna emittente azera era membro dell'UER.
Nel 2007 quindi l'emittente statale Azərbaycan Televiziyası (AzTV) provò a diventare membro dell'UER, venendo però respinta il 18 giugno 2007 a causa dello stretto rapporto con il governo azero, che quindi ne avrebbe potuto minare la neutralità. Poco meno di un mese dopo fu invece accolta l'emittente pubblica İctimai.

### 2008 e 2009
Il debutto avvenne quindi per l'edizione del 2008, con un duo composto da Elnur Hüseynov e Samir Cavadzadə. I due, dopo aver vinto la finale nazionale, il Land of Fire 2008, con il brano Day After Day riuscirono a qualificarsi per la finale dell'evento, classificandosi all'8º posto.
Nonostante l'intenzione iniziale di replicare una selezione nazionale, İTV optò per una selezione interna, accusando la scarsa qualità delle proposte inviate. Una giuria di esperti nominò quindi la diciannovenne Aysel Teymurzadə come rappresentante dello stato caucasico, affiancandole uno degli autori del brano selezionato, Always: il cantante iraniano-svedese Arash Labaf. I due si qualificarono quindi per la finale, ottenendo il 3º posto, miglior piazzamento della nazione dal debutto fino alla vittoria del 2011. Risultò che diversi cittadini azeri fossero stati interrogati dalla polizia per aver votato per l'Armenia, venendo accusati di essere una minaccia per la sicurezza nazionale.

### Anni 2010
Per il 2010 l'emittente scelse di riprendere il format della finale nazionale, scegliendo la giovanissima Safura con Drip Drop. La ragazza, data tra i favoriti per la vittoria, raggiunse il 2º posto nella seconda semifinale e si classificò al 5º posto nella finale della manifestazione. Dopo 3 anni di top ten il duo Ell & Nikki, formato appositamente dall'emittente azera per l'Eurovision Song Contest 2011, riuscì a vincere il festival con il brano Running Scared, scritto e composto dallo stesso di team di autori svedesi che aveva prodotto Drip Drop. La vittoria fu particolarmente ben accolta e celebrata in patria, tanto che le poste azere realizzarono un francobollo commemorativo ritraente i due artisti con il microfono di cristallo.
Per ospitare l'edizione del 2012 fu scelta senza troppe cerimonie la capitale azera Baku e si optò per la costruzione di un nuovo edificio, la Baku Crystal Hall, nei pressi della piazza della bandiera statale. In un articolo del Daily Telegraph si stima che la televisione azera abbia speso circa 48 milioni di sterline britanniche. Inoltre questa edizione non fu estranea alle controversie riguardanti sia la costruzione della sede, per cui furono sfollati forzatamente diversi residenti e per presunte accuse di corruzione, che i delicati rapporti con l'Armenia, che scelse di ritirarsi polemicamente oltre il termine massimo consentito accusando la mancata garanzia per la sicurezza della delegazione armena.

## Partecipazioni
- Primo posto
- Secondo posto
- Terzo posto
- Ultimo posto

| Anno | Artista                     | Brano               | Lingua         | Posizione           | Posizione           | Posizione           | Posizione           |
| Anno | Artista                     | Brano               | Lingua         | Finale              | Punti               | Semi                | Punti               |
| ---- | --------------------------- | ------------------- | -------------- | ------------------- | ------------------- | ------------------- | ------------------- |
| 2008 | Elnur & Samir               | Day After Day       | Inglese        | 8º                  | 132                 | 6º                  | 96                  |
| 2009 | AySel & Arash               | Always              | Inglese        | 3º                  | 207                 | 2º                  | 180                 |
| 2010 | Safura                      | Drip Drop           | Inglese        | 5º                  | 147                 | 2º                  | 113                 |
| 2011 | Ell & Nikki                 | Running Scared      | Inglese        | 1º                  | 221                 | 2º                  | 122                 |
| 2012 | Səbinə Babayeva             | When the Music Dies | Inglese        | 4º                  | 150                 | Paese ospitante     | Paese ospitante     |
| 2013 | Fərid Məmmədov              | Hold Me             | Inglese        | 2º                  | 234                 | 1º                  | 139                 |
| 2014 | Dilarə Kazımova             | Start a Fire        | Inglese        | 22º                 | 33                  | 9º                  | 57                  |
| 2015 | Elnur Hüseynov              | Hour of the Wolf    | Inglese        | 12º                 | 49                  | 10º                 | 53                  |
| 2016 | Samra                       | Miracle             | Inglese        | 17º                 | 117                 | 6º                  | 185                 |
| 2017 | Dihaj                       | Skeletons           | Inglese        | 14º                 | 120                 | 8º                  | 150                 |
| 2018 | Aisel                       | X My Heart          | Inglese        | Non qualificato     | Non qualificato     | 11º                 | 94                  |
| 2019 | Chingiz                     | Truth               | Inglese        | 8º                  | 302                 | 5º                  | 224                 |
| 2020 | Efendi                      | Cleopatra           | Inglese        | Edizione cancellata | Edizione cancellata | Edizione cancellata | Edizione cancellata |
| 2021 | Efendi                      | Mata Hari           | Inglese        | 20º                 | 65                  | 8º                  | 138                 |
| 2022 | Nadir Rüstəmli              | Fade to Black       | Inglese        | 16º                 | 106                 | 10º                 | 96                  |
| 2023 | TuralTuranX                 | Tell Me More        | Inglese        | Non qualificato     | Non qualificato     | 14º                 | 4                   |
| 2024 | Fahree feat. İlkin Dövlətov | Özünlə apar         | Inglese, azero | Non qualificato     | Non qualificato     | 14º                 | 11                  |
| 2025 | Mamagama                    | Run with U          | Inglese        | Non qualificato     | Non qualificato     | 15º                 | 7                   |

Note
1. ↑  Contiene un mantra in giapponese
2. ↑  L'Eurovision Song Contest 2020 è stato cancellato a causa della pandemia di COVID-19 del 2019-2021
3. ↑  Contiene alcune parole in azero

## Statistiche di voto
Fino al 2025 le statistiche di voto dell'Azerbaigian sono:
| # | Stato   | Punti |
| - | ------- | ----- |
| 1 | Ucraina | 170   |
| 2 | Russia  | 125   |
| 3 | Israele | 113   |
| 4 | Italia  | 85    |
| 5 | Svezia  | 66    |

| # | Stato    | Punti |
| - | -------- | ----- |
| 1 | Russia   | 124   |
| 2 | Georgia  | 119   |
| 3 | Moldavia | 103   |
| 4 | Ucraina  | 99    |
| 5 | Malta    | 75    |

| # | Stato   | Punti |
| - | ------- | ----- |
| 1 | Ucraina | 232   |
| 2 | Russia  | 226   |
| 3 | Israele | 194   |
| 4 | Svezia  | 122   |
| 5 | Malta   | 118   |

| # | Stato    | Punti |
| - | -------- | ----- |
| 1 | Russia   | 213   |
| 2 | Georgia  | 181   |
| 3 | Moldavia | 179   |
| 4 | Malta    | 144   |
| 5 | Ucraina  | 139   |

## Altri premi ricevuti

### Marcel Bezençon Awards
I Marcel Bezençon Awards sono stati assegnati per la prima volta durante l'Eurovision Song Contest 2002 a Tallinn, in Estonia, in onore delle migliori canzoni in competizione nella finale. Fondato da Christer Björkman (rappresentante della Svezia nell'Eurovision Song Contest del 1992 e capo della delegazione per la Svezia fino al 2021) e Richard Herrey (membro del gruppo Herreys e vincitore dalla Svezia nell'Eurovision Song Contest 1984), i premi prendono il nome del creatore del concorso, Marcel Bezençon.
I premi sono suddivisi in 3 categorie:
- Press Award: Per la miglior voce che viene votata dalla stampa durante l'evento.
- Artistic Award: Per il miglior artista, votato fino al 2009 dai vincitori delle scorse edizioni. A partire dal 2010 viene votato dai commentatori.
- Composer Award: Per la miglior composizione musicale che viene votata da una giuria di compositori.

| Anno | Categoria      | Artista         | Canzone             | Compositore                                               |
| ---- | -------------- | --------------- | ------------------- | --------------------------------------------------------- |
| 2012 | Press Award    | Səbinə Babayeva | When the Music Dies | Anders Bagge, Sandra Bjurman, Stefan Örn e Johan Kronlund |
| 2013 | Artistic Award | Fərid Məmmədov  | Hold Me             | Dimitris Kontopoulos                                      |

## Città ospitanti
| Anno | Città | Luogo             | Presentatori                                        |
| ---- | ----- | ----------------- | --------------------------------------------------- |
| 2012 | Baku  | Baku Crystal Hall | Leyla Əliyeva, Eldar Qasımov e Nərgiz Birk-Petersen |

## Trasmissione dell'evento
L'İTV, in quanto membro rappresentativo dell'Unione europea di radiodiffusione per l'Azerbaigian, ha i diritti di trasmissione dell'evento:
| Anno | Commentatori                                         | Commentatori                                         | Trasmissione                                         | Trasmissione                                         | Portavoce                                            |
| Anno | Semifinali                                           | Finale                                               | Semifinali                                           | Finale                                               | Portavoce                                            |
| ---- | ---------------------------------------------------- | ---------------------------------------------------- | ---------------------------------------------------- | ---------------------------------------------------- | ---------------------------------------------------- |
| 2006 | Sconosciuto                                          | Sconosciuto                                          | İctimai Televiziya                                   | İctimai Televiziya                                   | Non partecipante                                     |
| 2007 | Murad Arif Leyla Əliyeva                             | Murad Arif Leyla Əliyeva                             | İctimai Televiziya                                   | İctimai Televiziya                                   | Non partecipante                                     |
| 2008 | İsa Məlikov Hüsniyyə Məhərrəmova                     | İsa Məlikov Hüsniyyə Məhərrəmova                     | İctimai Televiziya                                   | İctimai Televiziya                                   | Leyla Əliyeva                                        |
| 2009 | İsa Məlikov Leyla Əliyeva                            | İsa Məlikov Leyla Əliyeva                            | İctimai Televiziya                                   | İctimai Televiziya                                   | Hüsniyyə Məhərrəmova                                 |
| 2010 | Hüsniyyə Məhərrəmova                                 | Hüsniyyə Məhərrəmova                                 | İctimai Televiziya                                   | İctimai Televiziya                                   | Tamilla Şirinova                                     |
| 2011 | Leyla Əliyeva                                        | Leyla Əliyeva                                        | İctimai Televiziya                                   | İctimai Televiziya                                   | Səfurə Əlizadə                                       |
| 2012 | Könül Arifqızı Saleh Bağırov                         | Könül Arifqızı Saleh Bağırov                         | İctimai Televiziya                                   | İctimai Televiziya                                   | Səfurə Əlizadə                                       |
| 2013 | Könül Arifqızı                                       | Könül Arifqızı                                       | İctimai Televiziya                                   | İctimai Televiziya                                   | Tamilla Şirinova                                     |
| 2014 | Könül Arifqızı                                       | Könül Arifqızı                                       | İctimai Televiziya                                   | İctimai Televiziya                                   | Səbinə Babayeva                                      |
| 2015 | Kamran Quliyev                                       | Kamran Quliyev                                       | İctimai Televiziya                                   | İctimai Televiziya                                   | Tural Əsədov                                         |
| 2016 | Azər Süleymanlı                                      | Azər Süleymanlı                                      | İctimai Televiziya                                   | İctimai Televiziya                                   | Tural Əsədov                                         |
| 2017 | Azər Süleymanlı                                      | Azər Süleymanlı                                      | İctimai Televiziya                                   | İctimai Televiziya                                   | Tural Əsədov                                         |
| 2018 | Azər Süleymanlı                                      | Azər Süleymanlı                                      | İctimai Televiziya                                   | İctimai Televiziya                                   | Tural Əsədov                                         |
| 2019 | Murad Arif                                           | Murad Arif                                           | İctimai Televiziya                                   | İctimai Televiziya                                   | Faiq Ağayev                                          |
| 2020 | Evento cancellato a causa della pandemia di COVID-19 | Evento cancellato a causa della pandemia di COVID-19 | Evento cancellato a causa della pandemia di COVID-19 | Evento cancellato a causa della pandemia di COVID-19 | Evento cancellato a causa della pandemia di COVID-19 |
| 2021 | Hüsniyyə Məhərrəmova                                 | Hüsniyyə Məhərrəmova                                 | İctimai Televiziya                                   | İctimai Televiziya                                   | Ell & Nikki                                          |
| 2022 | Murad Arif                                           | Murad Arif                                           | İctimai Televiziya                                   | İctimai Televiziya                                   | Martin Österdahl                                     |
| 2023 | Azər Süleymanlı                                      | Azər Süleymanlı                                      | İctimai Televiziya                                   | İctimai Televiziya                                   | Nərmin Salmanova                                     |
| 2024 | Nurlana Cəfərova                                     | Nurlana Cəfərova                                     | İctimai Televiziya                                   | İctimai Televiziya                                   | Aysel Teymurzadə                                     |
| 2025 | Elnarə Xəlilova Ağa Nadirov                          | Elnarə Xəlilova Ağa Nadirov                          | İctimai Televiziya                                   | İctimai Televiziya                                   | Səfurə Əlizadə                                       |

Note
1. ↑  Originariamente Nərmin Salmanova era stata annunciata come portavoce per l'Azerbaigian; tuttavia a causa di un problema tecnico durante i collegamenti video il ruolo è stato successivamente affidato a Martin Österdahl, supervisore esecutivo della manifestazione.